# Cazaubon
 Cazaubon  (en occitano Casaubon) es una población y comuna francesa, ubicada en la región de Mediodía-Pirineos, departamento de Gers, en el distrito de Condom y cantón de Cazaubon.

## Demografía
| 1701 | 1691 | 1638 | 1635 | 1605 | 1545 |
| Para los censos de 1962 a 1999 la población legal corresponde a la población sin duplicidades (Fuente: INSEE [Consultar]) |      |      |      |      |      |